# Как си, Тони?
„Как си, Тони?“ е вторият студиен албум на певицата Тони Димитрова, издаден през 1999 г. от Стефкос мюзик на аудиокасета и компактдиск. Отличителното за албума е, че заглавната песен не става никакъв хит, а големи хитове стават двете дуетни песни „Приливът на любовта“ и „За кой ли път“, както и „Балкански синдром“ и „Хей, напомни ми“. Записите са осъществени в студио „Горещ пясък“ – Бургас в периода юли 1998 – септември 1999 г. Съпроводът е на група „Горещ пясък“ – Бургас с участието на вокална група „Би еМ“. Диригент е Стефан Маринов, музикален ръководител е Стефан Диомов, а продуценти – „Национал-ДНМ“ ООД и Стефан Диомов.

## Списък на песните
1. Как си, Тони?
2. Балкански синдром
3. Приливът на любовта (дует с Жан Шейтанов)
4. Молба
5. За кой ли път (дует с Борис Гуджунов)
6. Хей, напомни ми
7. Бургаско лято
8. Неказани думи
9. В събота на 18...
10. Ти, любов...
11. Старецът и морето